# Barbosella crassifolia
Barbosella crassifolia, es un especie de orquídea epifita originaria de Brasil.

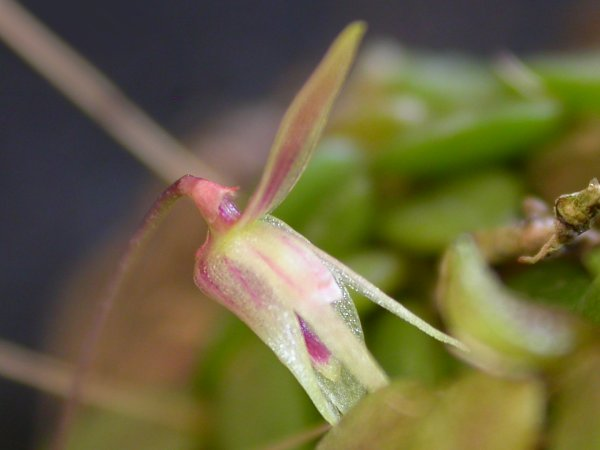
Detalle de la flor

## Descripción
Es una orquídea de pequeño tamaño que prefiere un clima cálido al fresco, con un hábito epífita. Tiene ascendentes ramicaules envueltos por una vaina delgada, tubular y con una sola hoja, apical, próstada, densamente coriácea, suborbicular a elíptica, obtusa a redondeada, de base peciolada casi ausente. Florece a finales del invierno y principios de la primavera en una inflorescencia delgada, erguida, de 1,5-0,8 cm de largo, solo con una bráctea diminuta por debajo de la media y una bráctea floral oblicua.

## Distribución
Se encuentra en el este y el sur de Brasil, en bosques primarios densos en elevaciones de 950 a 1500 metros. 

## Taxonomía
Barbosella crassifolia fue descrita por (Edwall) Schltr. y publicado en Repertorium Specierum Novarum Regni Vegetabilis 15: 261. 1918.
Etimología
Barbosella: nombre genérico que fue otorgado en honor de João Barbosa Rodrigues, investigador de orquídeas brasileñas.
crassifolia: epíteto latino que significa "con hojas gruesas".
Sinónimos
- Barbosella crassifolia var. aristata Hoehne
- Barbosella crassifolia var. hamburgensis (Kraenzl.) Garay
- Barbosella crassifolia var. minor Hoehne
- Barbosella hamburgensis (Kraenzl.) Hoehne
- Pleurothallis hamburgensis Kraenzl.
- Restrepia crassifolia Edwall[4][5]